# Břestek
Břestek település Csehországban, a Uherské Hradiště-i járásban. Břestek Staré Hutě, Salaš, Velehrad, Tupesy és Buchlovice településekkel határos. Lakosainak száma 873 fő (2024. január 1.).

## Népesség
A település lakosságának változását az alábbi diagram mutatja:
| Lakosok száma | 788  | 884  | 918  | 905  | 750  | 753  | 816  | 829  | 801  | 873  |
|               | 1869 | 1900 | 1921 | 1961 | 1980 | 2011 | 2016 | 2019 | 2021 | 2024 |